# Alexandra Leite
Alexandra Sancho Brito Leite (Lisboa, 1961) é uma atriz portuguesa. Iniciou sua carreira cinematográfica aos 27 anos, em 1988, com participação no filme Voltar, de Joaquim Leitão.

## Carreira
Leite interessou-se pelas artes cênicas em 1980, quando participou no workshop, “Projetos e Progestos, oficina de interação criativa”, ministrado por Alberto Carneiro, em Coimbra. Sua formação estendeu-se para a área musical em 1985, quando frequentou a Academia dos Amadores de Música, no mesmo ano participou ainda do Curso de Harmonia, de Fernando Lopes Graça. Mais tarde, em 2000 frequentou o Workshop “Corpo e Voz”, orientado por Polina Climovitskaya.
Diferentemente do percurso normal dos actores em Portugal, Alexandra começou pelo cinema, no telefilme Voltar, de Joaquim Leitão, de 1988. Ela interpretou a personagem Teresa e contracenou com aquele que viria a ser o seu marido, o cantor Rui Reininho. No mesmo ano participou no filme Meia Noite do realizador Vítor Gonçalves. Em 1989, Leite integrou o elenco do telefilme Dulcineia. Produção para a RTP, dirigida por Artur Ramos.
No ano de 1991, participou numa produção francesa Duplex, fazendo uma pequena participação como dona de casa. No mesmo ano, foi destaque do telefilme nacional Retrato de uma Família Portuguesa, onde interpretou o papel de Júlia Vaz Botelho. Seguiram-se duas pequenas participações em séries estrangeiras: na alemã Peter Strohm e na francesa Coup de foudre.
Em 1993, é convidada a integrar o elenco da série inglesa da BBC One Foot in the Grave, num episódio gravado no Algarve. Sua primeira participação numa telenovela foi em Telhados de Vidro, criada por Rosa Lobato de Faria, transmitida em 1993 e em 1994, no horário nobre da TVI. Alexandra desempenhou o papel de Helena Sardi. A seguir vieram duas participações em programas de comédia, Desculpem Qualquer Coisinha, e, no ano seguinte, Tudo ao Molho e Fé em Deus.
Entre 1995 e 1997, Alexandra participou na série da RTP, A Mulher do Senhor Ministro, tendo participado de 31 episódios no total. Em 1997, participou num episódio da série Não Há Duas sem Três. No mesmo ano retornou às telenovelas da RTP, participando em A Grande Aposta.
Em 1998 interpreta Catarina em Uma Casa em Fanicos. Teve participações curtas e esporádicas em episódios das séries Médico de Família e O Fura-Vidas. No ano de 2002, retornou aos longas metragens nacionais, interpretando a perdonagem Guida, na produção Terra Fria, um drama amoroso centrado na vida em Trás-os-Montes. Em 2005 entra para o elenco da série Os Malucos do Riso. Está série de comédia da SIC esteve no ar durante 10 anos e Alexandra Leite foi uma das atrizes recorrentes do elenco.
Na telenovela Nunca Digas Adeus, transmitida entre 2001 e 2002 desempenhou o papel de Becas. Também em 2001, foi uma das protagonistas de Mais Tarde, um telefilme da SIC. No mesmo ano, participou no filme Camarate, sobre o acidente que vitimou o antigo Primeiro-ministro de Portugal, Sá Carneiro. Em 2002, participou em episódios das séries Camilo, o Pendura e O Bairro da Fonte. Entre 2003 e 2005, participou na telenovela O Jogo, em que desempenhou a personagem Constança. Durante esse período, ainda assumiu diversas participações em séries como Maré Alta, Inspector Max, Até Amanhã, Camaradas e Os Malucos nas Arábias.
Alexandra Leite voltou às novelas da TVI com Mundo Meu que foi exibida entre 2005 e 2006. Em 2008, participou em Casos da Vida e em Ainda Bem que Apareceste. No mesmo ano, integrou o elenco da novela A Outra. Em seguida, seria uma personagem em destaque na telenovela Feitiço de Amor. Alexandra Leite esteve no papel de uma professora na nona temporada dos Morangos com Açúcar.

## Filmografia
| Ano     | Projeto                     | Personagem                      | Notas                 |
| ------- | --------------------------- | ------------------------------- | --------------------- |
| 1991    | Claxon                      | Wanda Wagner                    |                       |
| 1993    | Telhados de Vidro           | Helena Sardi                    |                       |
| 1994    | Desculpem Qualquer Coisinha |                                 |                       |
| 1995    | Tudo ao Molho e Fé em Deus  |                                 |                       |
| 1995-97 | A Mulher do Senhor Ministro | Adelaide                        |                       |
| 1997    | Não Há Duas Sem Três        | Alda                            |                       |
| 1997-98 | A Grande Aposta             | Joana                           |                       |
| 1998    | Médico de Família           |                                 |                       |
| 1998-99 | Uma Casa em Fanicos         | Catarina                        |                       |
| 1999    | O Fura-Vidas                | Fátima                          |                       |
| 2000    | Crianças SOS                |                                 |                       |
| 2000    | Super Pai                   | Professora                      |                       |
| 2001    | Olhos de Água               |                                 |                       |
| 2001    | Mais Tarde                  | Isabel                          | Telefilme             |
| 2001    | O Bairro da Fonte           |                                 |                       |
| 2001-02 | Nunca Digas Adeus           | Becas                           |                       |
| 2002    | Camilo, o Pendura           |                                 |                       |
| 2003    | O Jogo                      | Constança Vasconcelos Rodrigues |                       |
| 2003-04 | Malucos do Riso             | Várias Personagens              | Elenco principal      |
| 2004    | Maré Alta                   |                                 |                       |
| 2005    | Até, Amanhã Camaradas       |                                 |                       |
| 2005    | Inspector Max               | Violeta                         | Atriz convidada       |
| 2005-06 | Mundo Meu                   | Maria Luísa Salgado             | Elenco principal      |
| 2007    | Morangos com Açúcar         | Maria Vassalo                   |                       |
| 2008    | Ainda Bem Que Apareceste    | Várias Personagens              |                       |
| 2008    | Casos da Vida               | Vitória                         |                       |
| 2008    | A Outra                     | Beatriz Gama                    | Participação especial |
| 2008-09 | Feitiço de Amor             | Carminho Menezes                | Elenco principal      |
| 2011-12 | Morangos com Açúcar         | Diana Branco                    | Elenco convidado      |
| 2013    | Bem-Vindos a Beirais        | Laura                           |                       |
| 2013-14 | Belmonte                    | Helena                          | Pequena Participação  |
| 2015-16 | Poderosas                   | Emília                          |                       |
| 2015-16 | Os Nossos Dias T2           | Conceição Ribeiro               | Elenco principal      |
| 2017    | Ministério do Tempo         | Maria Olinda                    |                       |
| 2017    | Sim, Chef                   | Dani Garcia                     |                       |
| 2025    | Vizinhos Para Sempre        | Glória                          | Pequena participação  |

## Cinema
- Camarate (2001)